# کارل کریگ (مدیر فوتبال)
کارل کریگ (انگلیسی: Carl Craig؛ زادهٔ اکتبر ۱۹۶۵ (۵۹ سال)) بازیکن فوتبال اهل بریتانیا است.